# Прора

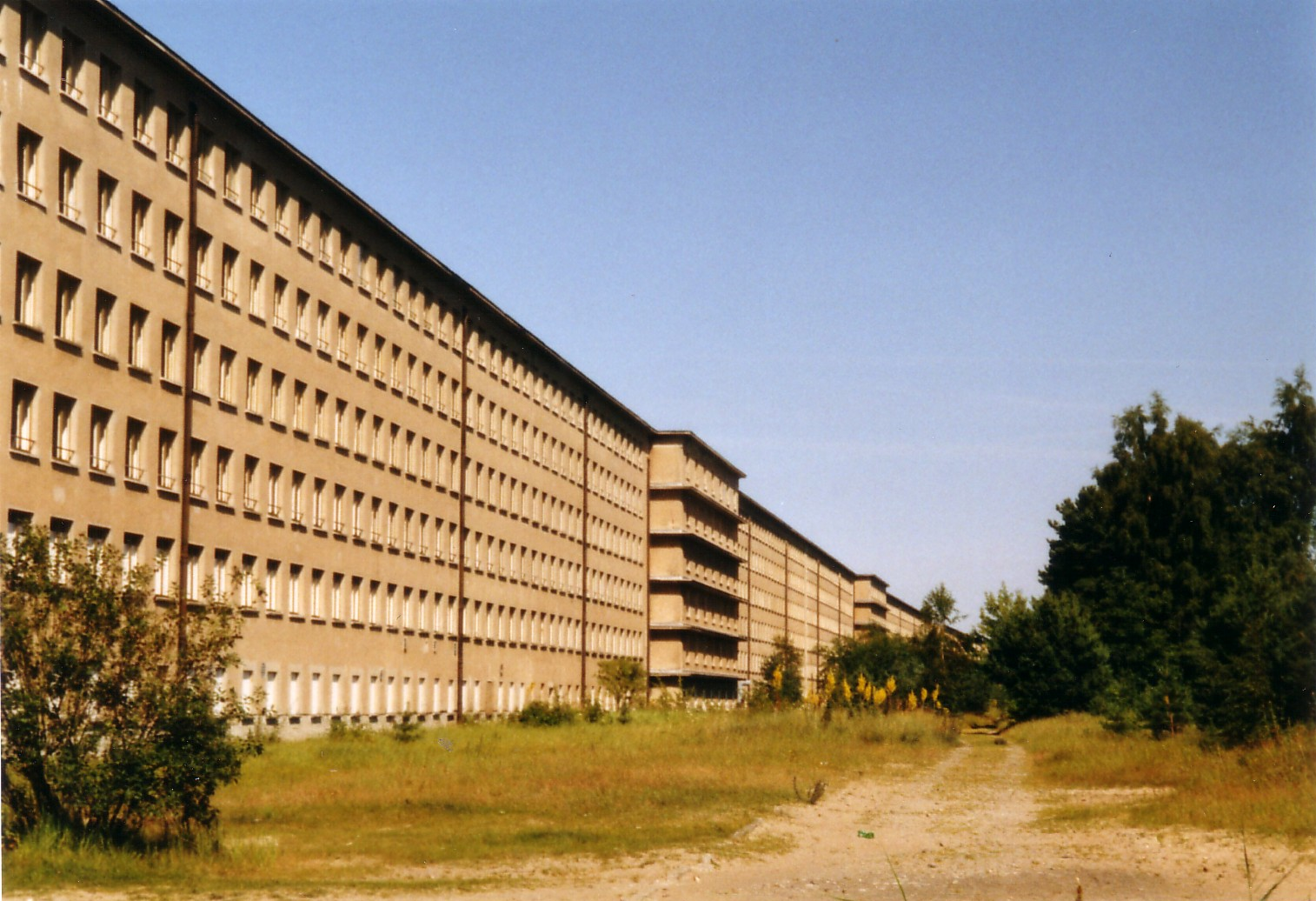
«Прорский колосс», вид с моря

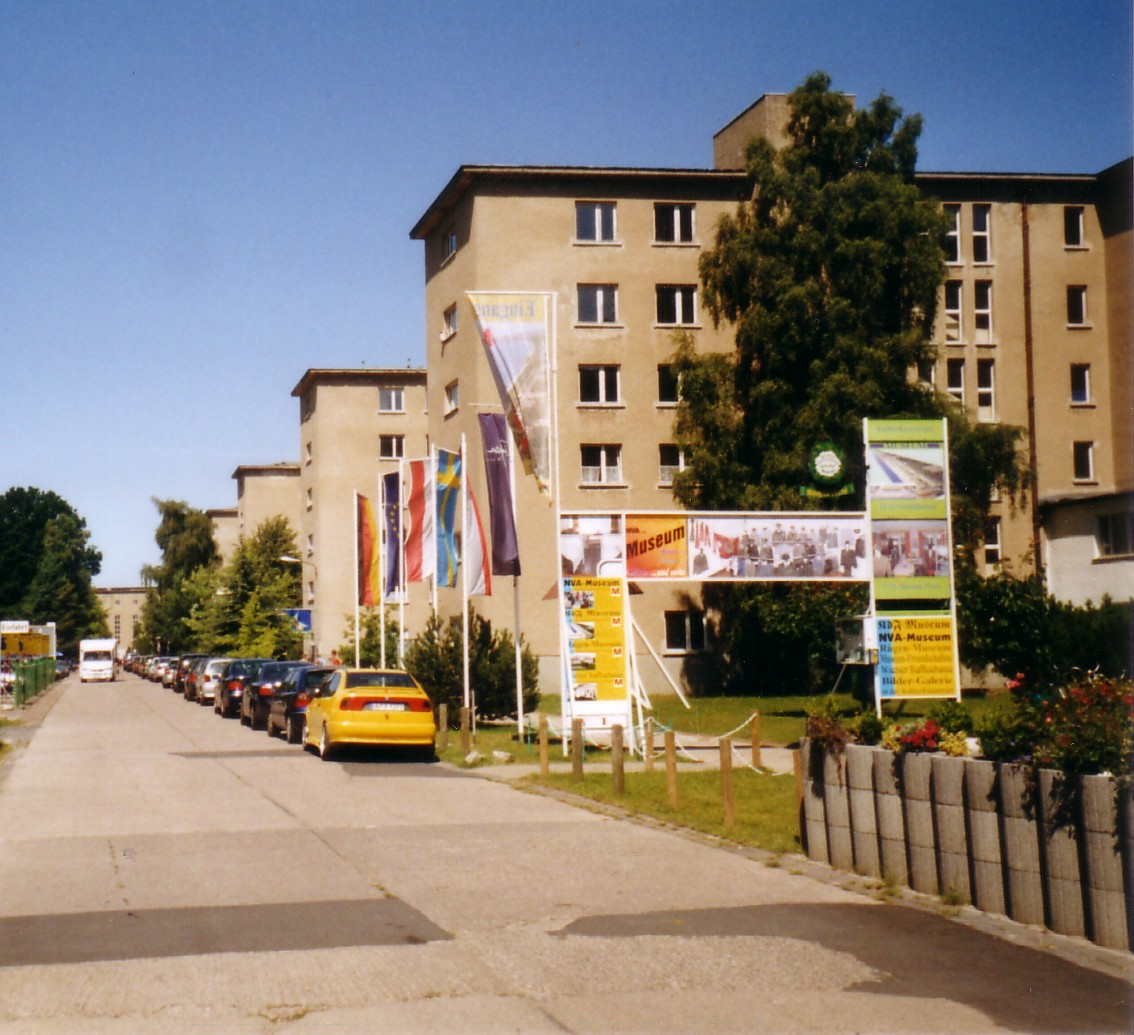
Музейное крыло

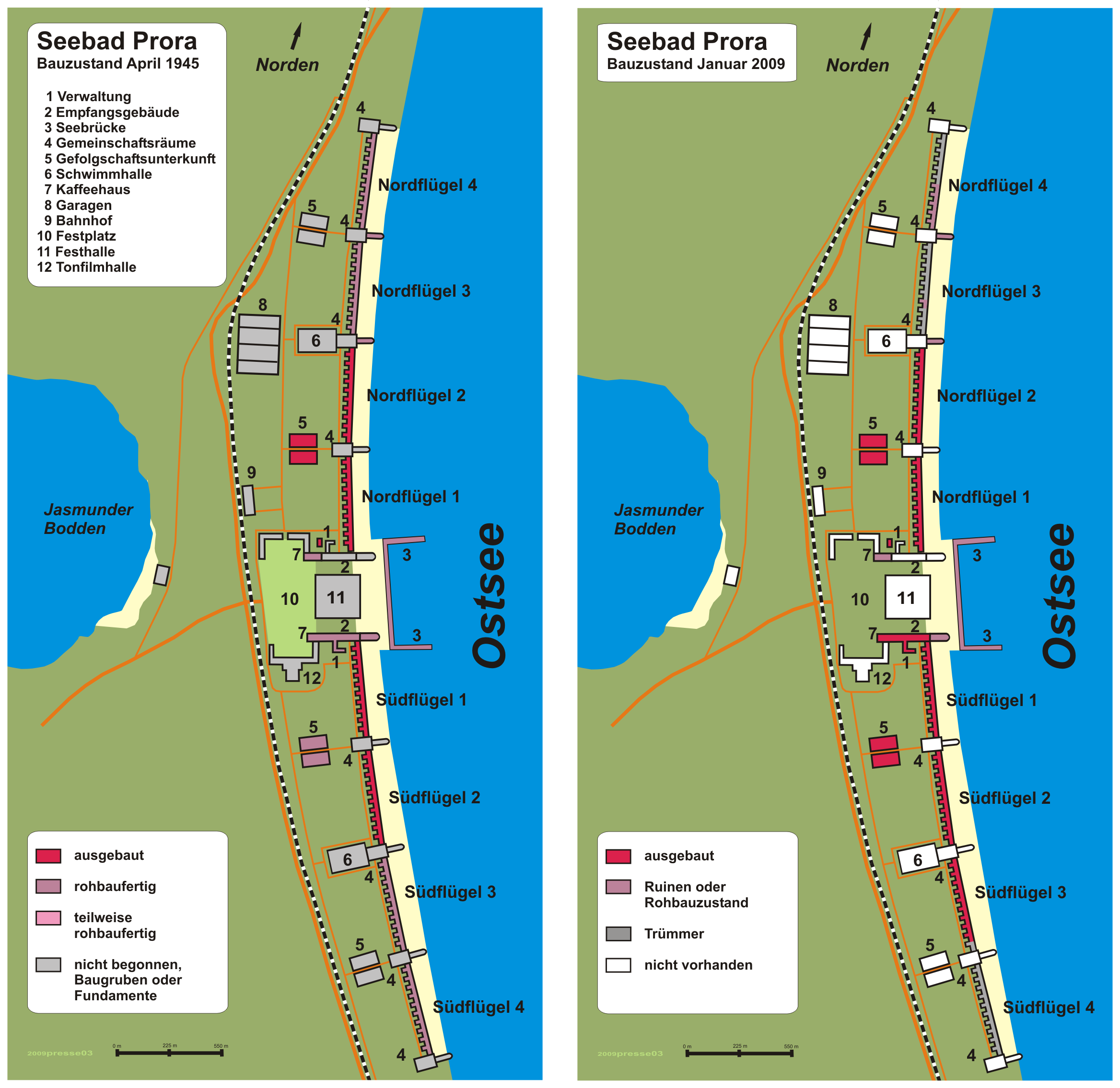

Прора (нем. Prora) — морской курорт на острове Рюген в Германии. Он знаменит своим гигантским домом отдыха («Прорский колосс», нем. Koloss von Prora), построенным в 1936—1939 годах по заказу движения «Сила через радость» под руководством Роберта Лея. Расположенные на расстоянии 150 м от побережья здания (всего их было восемь) рассчитаны на размещение 20 тыс. отдыхающих и тянулись в ряд на протяжении 4500 м.
В первые годы XXI века здания, находящиеся под охраной государства как характерный образец архитектуры Третьего рейха, пустовали. Проект восстановления вызвал критику в Германии.

## Планы и строительство

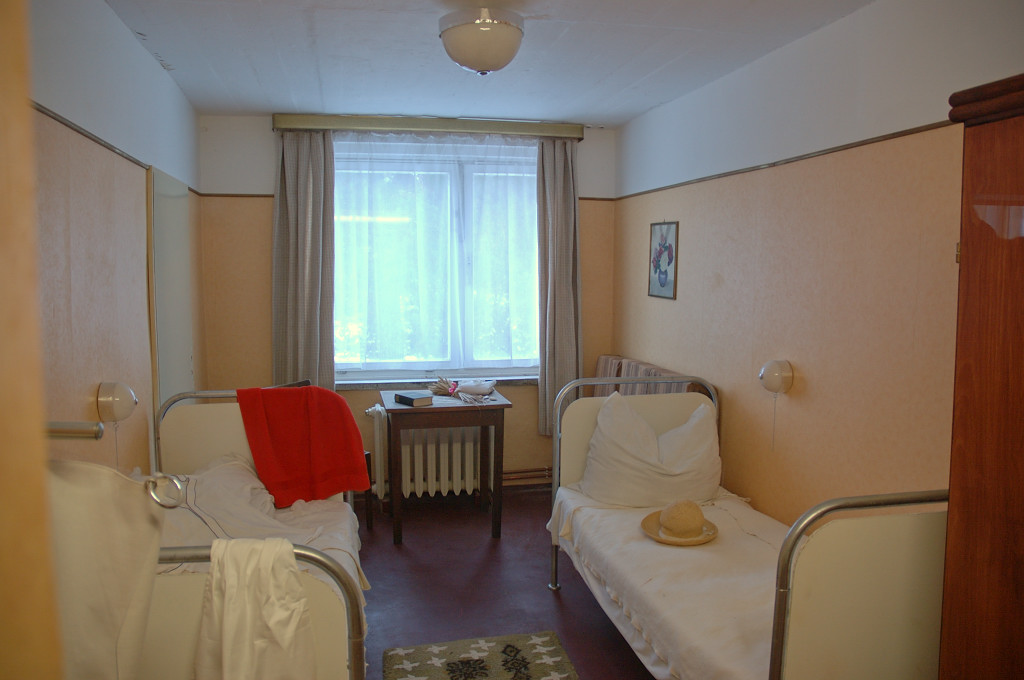
Оригинальная реконструкция комнаты с антикварной мебелью.

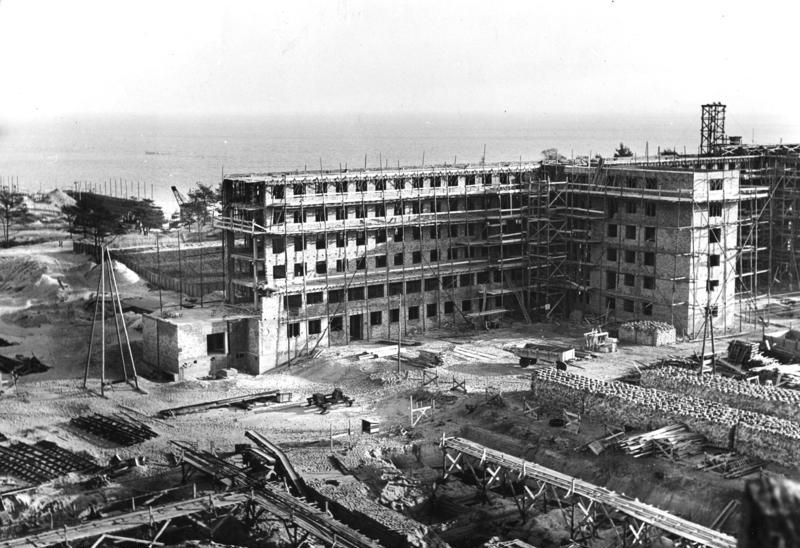

Планы создания морского курорта были разработаны архитектором Клеменсом Клотцем (Clemens Klotz 1886—1969). По приказу Гитлера планы были модифицированы. Был добавлен центральный концертный зал (архитектор Эрих Путлиц), который, как предполагалось, мог бы вмещать одновременно все 20 тыс. отдыхающих. В ходе строительства проект подвергался постоянным изменениям; в частности, пришлось отказаться от строительства концертного зала. В перпендикулярных пристройках находились лестницы, общие туалеты и душевые. В 1937 году на Всемирной выставке в Париже проект получил гран-при.
Предполагалось, что стоимость недельной путёвки сюда будет составлять 20 рейхсмарок — около четверти месячного заработка квалифицированного рабочего или служащего. Оставшаяся часть цены путёвки субсидировалась Германским трудовым фронтом.
Планы Гитлера в отношении Проры были амбициозными. Он хотел обширный морской курорт, «самый мощный и величайший из когда-либо существовавших», вместимостью 20 000 коек. Планировалось построить восемь 550-метровых, шестиэтажных, полностью идентичных блоков с общей площадью 10 000 номеров для размещения туристов.
Массивные здания были построены. Все комнаты должны были выходить на море, а коридоры и санитарные помещения расположены на другой стороне. Каждая комната была 5x2,5 метрa, имела две кровати, шкаф и раковину. На каждом этаже были общие туалеты и душевые.
В то же время Гитлер хотел, чтобы курорт был военным госпиталем на случай войны. В его планы входили два бассейна и театр. Марина была также запланирована для пассажирских судов.
В течение нескольких лет в строительстве Prora были задействованы все крупные строительные компании рейха и около 9000 рабочих. С началом Второй мировой войны в 1939 году, строительство Прора остановилось и строительные рабочие были переведены на оружейные заводы в Пенемюнде. Восемь жилых кварталов, театр и кинотеатр остались пустыми, а бассейны так и не были построены. Во время бомбардировок союзников многие из Гамбурга были укрыты в одном из блоков, а позже здесь разместились беженцы из восточной части Германии. К концу войны эти здания использовались женским вспомогательным персоналом Люфтваффе. После окончания войны здесь временно жили немцы, переехавшие из включённой в состав СССР Восточной Пруссии. С 1948 по 1953 годы здания служили казармами Советской Армии. Южное здание, переданное как полигон для тренировок советских сапёров, было взорвано и впоследствии снесено.
В первые годы после Второй мировой войны будущее использование комплекса всё ещё обсуждалось публично. Было предложено достроить проект санатория. «Учитывая, что на эти здания было потрачено около 60 миллионов марок рабочих, едва ли может быть иная цель, кроме расширения этого курорта для трудящихся», - говорилось в пресс-релизе. Также обсуждалось использование объекта в качестве промышленной зоны. Однако вскоре после этого , было принято решение об использовании объекта в военных целях. После отклонения претензий Свободной конфедерации профсоюзов Германии (FDGB) там в 1949 году была создана пехотная школа для чуть менее 1000 человек. В 1950 году это привело к передаче объекта Казарменной народной полиции, основанной в 1952 году. Вместо неё в 1956 году была создана Национальная народная армия ГДР. Впервые в своей истории Прора была заселена. Область вокруг блоков стала запретной зоной в 1950 году. В реконструкцию пяти блоков недостроенного морского курорта были вовлечены до 19,000 человек, в значительной части это были военнослужащие частей стройбата. К 1956 году руины курорта были по большей части превращены в казармы, и использовались для размещения до 10 тыс. солдат. Здесь также обучались военные из дружественных развивающихся стран, таких как Ангола и Мозамбик. Дальнейшее расширение военного городка произошло в 1980-х годах. Только тогда недостроенные блоки получили комнаты, двери, окна, водопровод и серую грубую штукатурку, которая всё ещё видна кое-где и сегодня.
С 1956 года комплекс перешёл Национальной народной армии ГДР. После объединения Германии, с 1990 года по 1992 годы ансамбль находился в ведении Бундесвера.

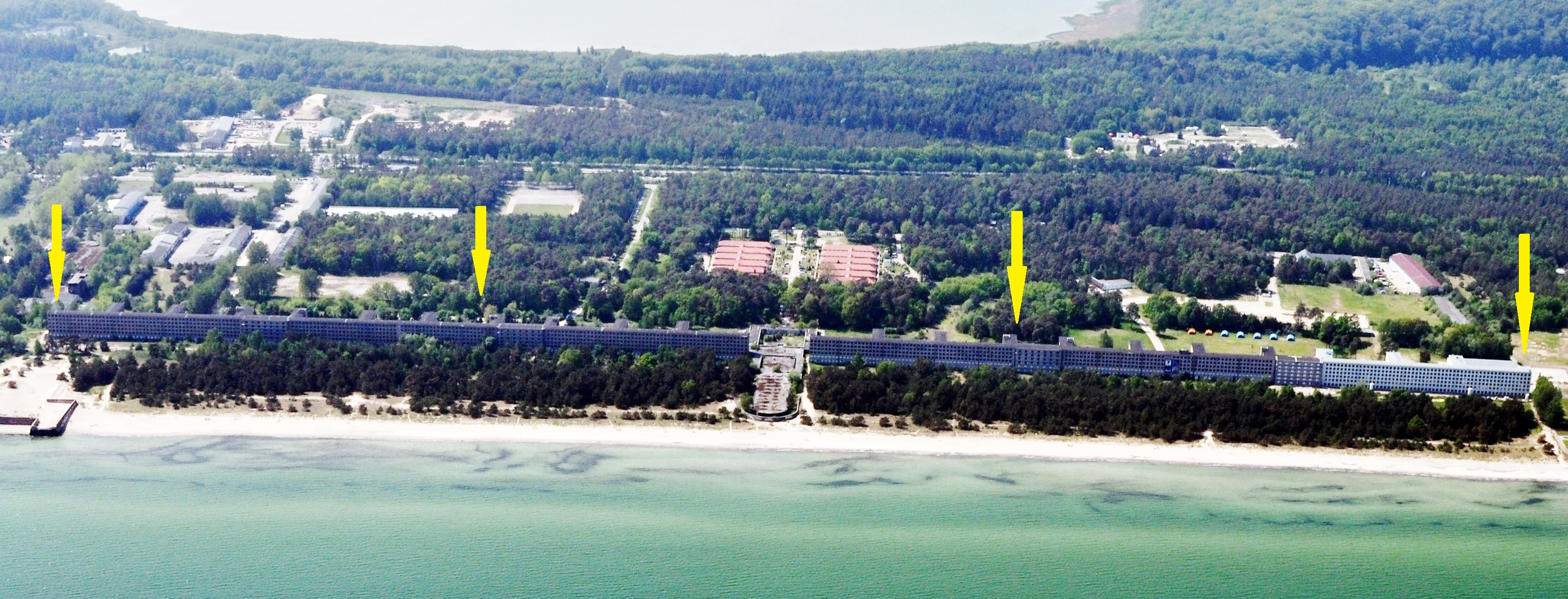

## Продажи зданий и восстановление

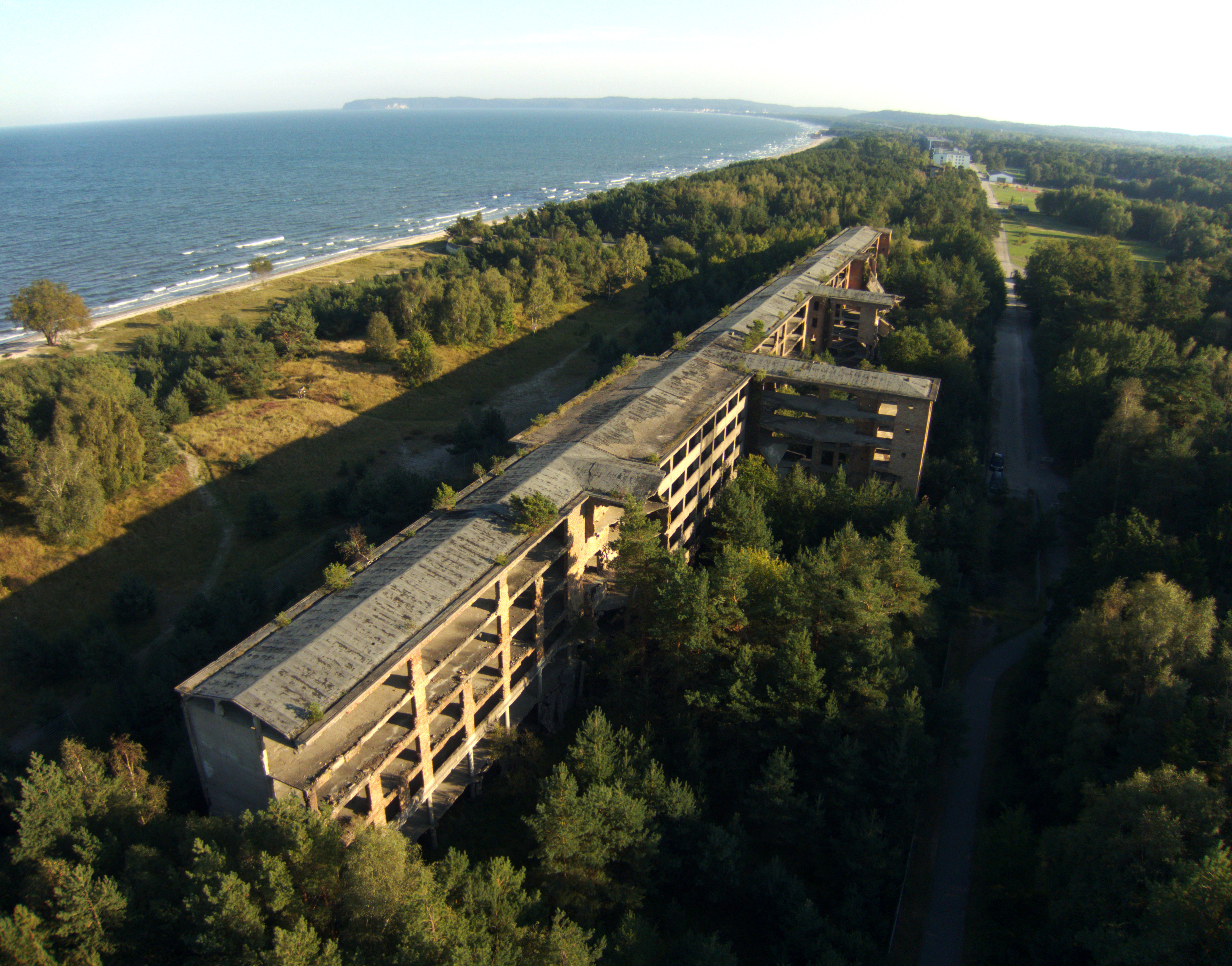
2014 год.

Начиная с начала 1993 года здания были пустыми и подвергались разрушению и вандализму. Исключением был Блок 3, в котором с 1995 по 2005 год размещались многочисленные музеи, специальные выставки и галерея. В период с 1993 по 1999 год в одном из блоков был открыт детский сад, ресторан, а также один из крупнейших молодёжных хостелов в Европе.
С 2000 года «Центр документальных свидетельств Проры» расположился в южной части комплекса. В нём были собраны документы о строительстве и истории использования здания.

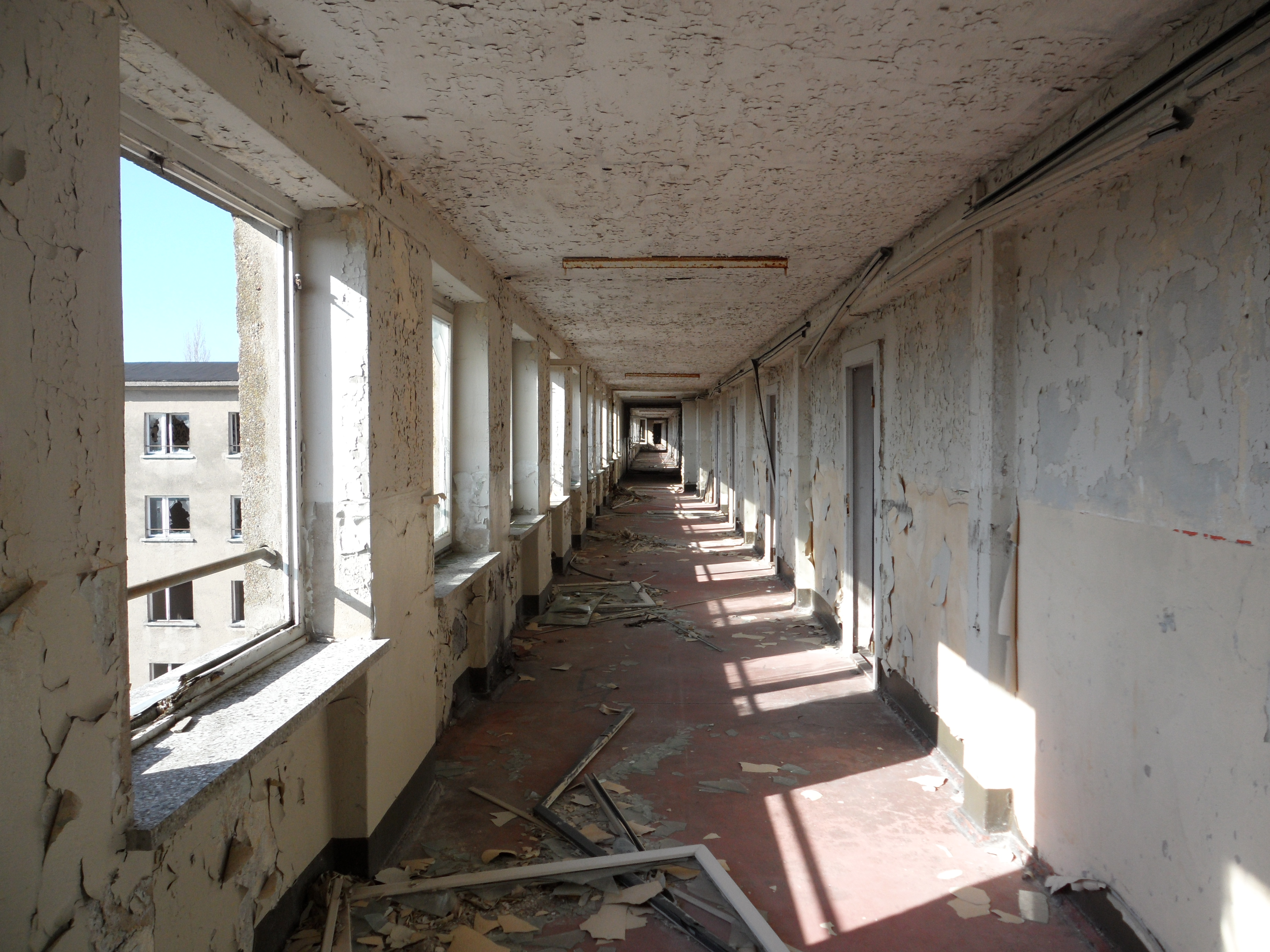
B здании Nordflügel 1. 2011 год.

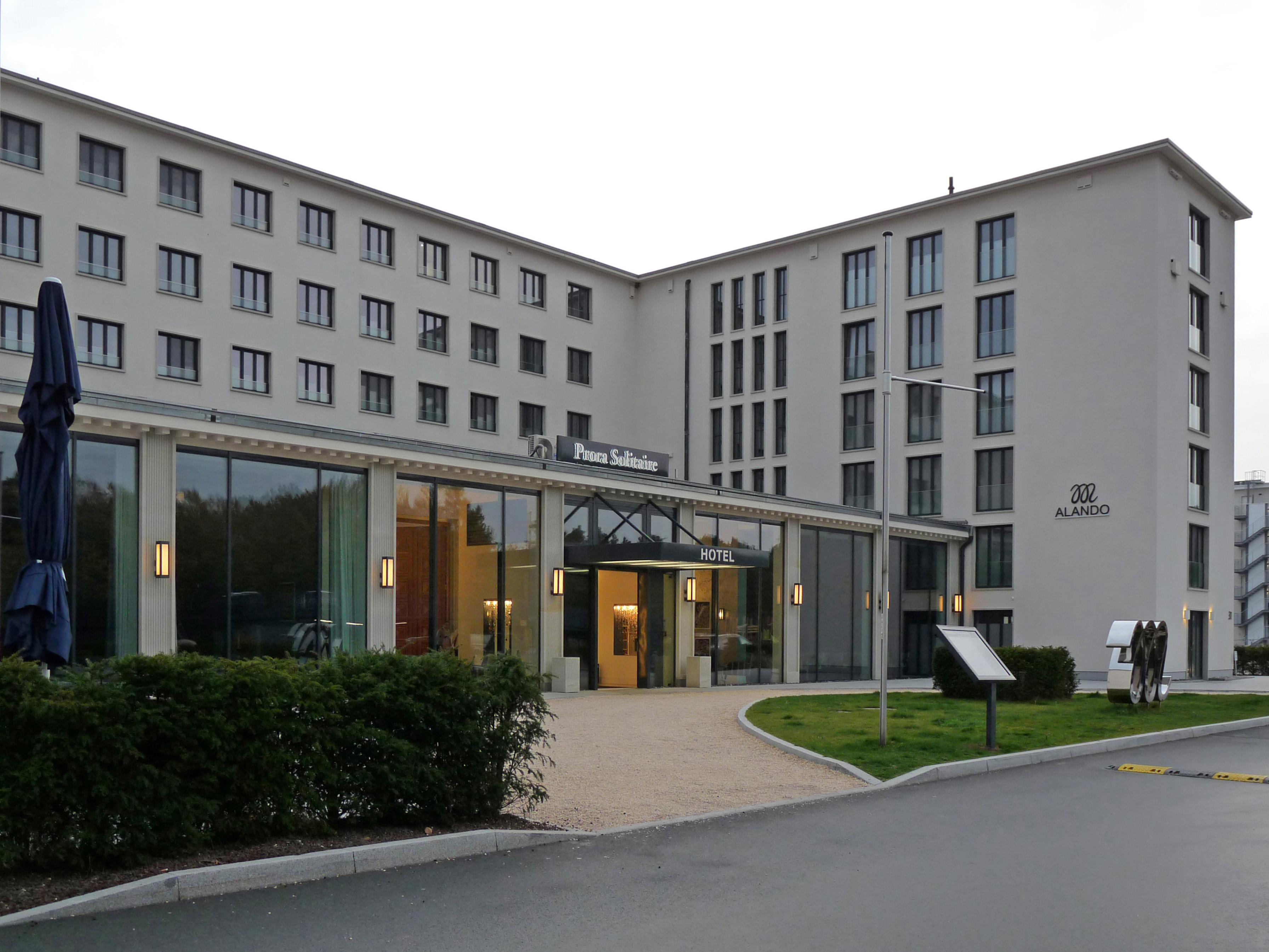
Блок 2. 2018 год.

С 2004 года строительные блоки продаются индивидуально для нескольких различных целей. 23 сентября 2004 года блок 6 был продан неизвестному участнику за 625 000 евро. 23 февраля 2005 года Блок 3, бывший Музей Мили, был продан Inselboggen GmbH, которая объявила, что будет использовать здание как гостиницу. В октябре 2006 года блоки 1 и 2 были проданы Prora Projektentwicklungs GmbH, которая объявила о планах преобразования зданий в магазины и квартиры. Однако Блок 1 снова был выставлен на торги 31 марта 2012 года и был куплен берлинским инвестором за 2,75 миллиона евро.
В ноябре 2006 года Федеральное агентство жилищного строительства приобрело Блок 5. При финансовой поддержке федерального правительства и штата Мекленбург-Передняя Померания в здании планируется построить молодёжный хостел. Расположенный в самой северной части комплекса, он был разделён на пять частей.
В конце 2008 года были утверждены планы вернуться к первоначальной цели проекта и превратить его в современный туристический курорт. Совет Проры проголосовал за планы построить квартиры на 3000 человек, а также молодёжный хостел, кафетерий, дискотеку, спортивные залы, бассейны, теннисные корты и небольшой торговый центр, чтобы привлечь тысячи посетителей. Керстин Каснер, местный советник, сравнил побережье Проры с «Карибским пляжем». Однако это решение вызвало скептицизм со стороны местного населения, которое считает, что в этом районе уже слишком много туристов, и Хайке Тагсолд, историк из Проры, сказал, что город является неподходящим местом для туристов.
Как говорит Юрген Росток, председатель фонда «Новая культура», комплекс в Проре напоминает о преступной социальной политике, при помощи которой нацисты предполагали полностью подчинять людей, и проект возрождения долгостроя можно считать кощунственным.
Однако в июле 2011 года был открыт давно запланированный большой молодёжный хостел на 402 места (крупнейший молодёжный хостел в Германии) в 96 комнатах и стал фаворитом.
В сентябре 2010 года было объявлено о планах немецко-австрийских инвестиций по восстановлению блоков 1 и 2 в качестве дома для пожилых людей и отеля на 300 мест, который включает в себя теннисные корты, бассейн и небольшой торговый центр. Инвестиции оцениваются в 100 миллионов евро.
К июлю 2011 года одна из частей комплекса была отремонтирована и в ней разместилась молодёжная гостиница. Летом 2015 года курорт открылся для туристов и желающих купить жильё.
Новые дома будут иметь 8 этажей и включать в себя Prora Solitaire Home и Prora Solitaire Hotel Apartments, а также Spa.
Развивающийся курорт официально получил название «утверждённый государством курорт» 17 августа 2018 года и стремится стать «курортом Балтийского моря».
По планам немецкой риелторской компании Metropole, курорт будет полностью восстановлен к 2022 году.